# Bosmie-l’Aiguille
Bosmie-l’Aiguille (okzitanisch: Bòsc Mian) ist eine französische Gemeinde mit 2620 Einwohnern (Stand: 1. Januar 2022) im Département Haute-Vienne in der Region Nouvelle-Aquitaine. Bosmie-l’Aiguille gehört zum Arrondissement Limoges und zum Kanton Aixe-sur-Vienne. Die Einwohner werden Bosmiauds genannt.

## Geografie
Bosmie-l’Aiguille liegt etwa sieben Kilometer südwestlich von Limoges am Ufer des Flusses Vienne, die die Gemeinde im Norden begrenzt. Im Osten liegt der Fluss Briance, der die Gemeindegrenze bildet. Umgeben wird Bosmie-l’Aiguille von den Nachbargemeinden Isle im Norden, Condat-sur-Vienne im Osten und Nordosten, Jourgnac im Südosten, Burgnac im Süden und Südwesten sowie Beynac im Westen.

## Bevölkerungsentwicklung
| Jahr      | 1962 | 1968 | 1975 | 1982 | 1990 | 1999 | 2006 | 2012 |
| Einwohner | 956  | 1191 | 1332 | 1704 | 1950 | 2197 | 2287 | 2418 |

## Sehenswürdigkeiten
- Schloss und Park Le Boucheron aus dem 19. Jahrhundert, heutiges Rathaus
- Mühle

## Gemeindepartnerschaft
Mit der spanischen Gemeinde Pedralba in der Provinz und Region Valencia besteht eine Partnerschaft.